# Samische Linguistik in Schweden
Samische Linguistik in Schweden wird heute – von samischen, schwedischen und ausländischen Forschern – vor allem an den beiden Universitäten in Umeå und Uppsala betrieben. Die Geschichte der samischen Linguistik begann bereits 1619 mit dem Erscheinen der ersten gedruckten samischen Texte.

## 17.–19. Jahrhundert
Der Pastor Pehr Fjellström (1697–1764) aus Lycksele begann damit, Samisch systematisch zu untersuchen. 1738 veröffentlichte er für das Umesamische die Beschreibung Grammatica Lapponica und das Wörterbuch Dictionarium Sueco-Lapponicum. Das Neue Testament wurde 1755 ebenfalls ins Umesamische übersetzt.
Auch das samische Wörterbuch Lexicon Lapponicum (1780) von Erik Lindahl und Samuel Öhrling konzentriert sich auf das Umesamische, obwohl darüber hinaus auch pite- und lulesamischer Wortschatz aufgenommen wurde. Lindahl und Öhrling führen sowohl schwedische als auch lateinische Übersetzungen an. Da sie mehrere samische Varietäten nach ein und derselben Norm wiedergeben wollten, verwendet ihr Wörterbuch eine relativ stark stilisierte Orthographie. Verglichen mit Knud Leem gab das Wörterbuch ein weniger gut gelungenes Bild des beschriebenen Sprachgebrauchs wieder. Aber in Schweden und Finnland war das Wörterbuch von Lindahl und Öhrling trotzdem weiter verbreitet als das von Leem, möglicherweise aufgrund seiner "einfacheren" Lemmata.

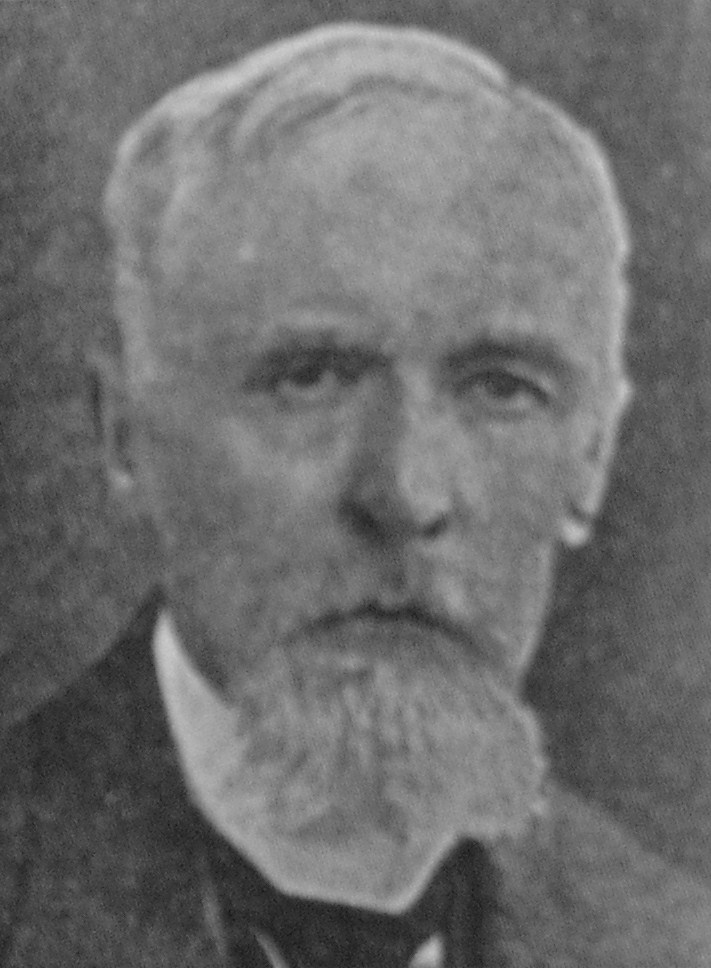
Karl Bernhard Wiklund (1868–1934)

## Frühes 20. Jahrhundert
Zum Ende des 19. Jahrhunderts gab es einen Methodenwandel in der samischen Sprachforschung in Schweden. Der Ungar Ignác Halász war der erste Linguist, der systematisch Feldforschung zum Samischen durchführte. Er erforschte das Südsamische in Schweden und veröffentlichte zwischen 1885 und 1896 die Grammatik Svéd-lapp nyelv in sieben Teilen.
Der Begründer der modernen samischen Linguistik in Schweden K. B. Wiklund (1868–1934) begann bereits 1894 damit, das Fach an der Universität Uppsala zu unterrichten. 1909 wurde er dort der erste Professor für Finnougristik. Seine Doktorarbeit Entwurf einer urlappischen Lautlehre (1896) legte den Grundstein für die wissenschaftlich betriebene Finnougristik in Schweden. Wiklund war Junggrammatiker und veröffentlichte dementsprechend zu Themen wie Lautwandel, Stufenwechsel, Ortsnamen und Lehnwörter.
Wiklunds Nachfolger als Professor in Uppsala var Björn Collinder (1894–1983). Collinder begann seine wissenschaftliche Karriere als Nordist, aber eine Lappland-Reise inspiriere ihn zum Wechsel des Faches. Bereits als Nordist veröffentlichte er Arbeiten an der Schnittstelle zwischen Samisch und Nordgermanisch, später erschien seine Lautlehre des waldlappischen Dialektes von Gällivare (1938). Die Debatte über E. N. Setäläs Theorien hatte einen deutlichen Einfluss auf seine Forschung zum Stufenwechsel in finnougrischen Sprachen. Zu diesem Thema promovierte er 1929. Weitere Arbeiten behandeln germanische und indoeuropäische Lehnwörter im Uralischen.
International wurde Collinder am bekanntesten mit A Handbook of the Uralic Languages (1955–1960). Das dreibändige Werk besteht aus einem finnougrischen etymologischen Wörterbuch, einer grammatischen Skizze aller uralischen Sprachen und einer vergleichenden Grammatik des Urlaischen.
Der Nachfolger von Collinders war Bo Wickman (1917–2007), der 1962 Professor wurde. Wickmans Interesse für die Finnougristik entstand nach seinen Reisen nach Estland und Ungarn während der Zwischenkriegszeit. Wickman orientierte sich in seiner Forschung auch weiter nach Osten als seine beiden Vorgänger, die ihre Inspiration vor allem aus Schwedisch-Lappland zogen. Wickmans Doktorarbeit, die er 1955 verteidigte, behandelt den Objektskasus in verschiedenen uralischen Sprachen. Obwohl Wiklund mehrere populärwissenschaftliche Arbeiten über das Samische veröffentlichte, sind seine wichtigsten Arbeiten in der vergleichenden Finnougristik anzusiedeln.
Wichtige Lexikographen Schweden waren Harald Grundström (1885–1960) für Lulesamisch und Gustav Hasselbrink (1900–1982) für Südsamisch. Aufbauend auf eigene Beobachtungen sowie Feldforschungsnotizen von Wiklund und Björn Collinder schrieb Grundström ein großes Lulelappisches Wörterbuch (1946–1952), das die Formen der einzelnen Lemmata in sechs verschiedenen lulesamischen Dialekte präsentiert und ins Schwedische und Deutsche übersetzt.
Hasselbrink studierte Südsamisch als Pastor in Vilhelmina in den 1940er Jahren. 1944 verteidigte er seine Doktorarbeit Vilhelminalapskans ljudlära med särskild hänsyn till första stavelsens vokaler 'Lautlehre des Lappischen von Vilhelmina med besonderer Berücksichtigung der Erstsilbenvokale'. Ein für seine Zeit äußerst modernes Werk mit einer explizit autosegmentalen Analyse der regressiven Vokalharmonie (Metaphonie) im Südsamischen ist Alternative Analyses of the Phonemic System in Central South-Lappish (1965). Entsprechende Ideen wurden in der theoretischen Linguistik erst zum Ende der 1970er Jahre veröffentlicht. Hasselbrinks Hauptwerk ist allerdings sein dreibändiges Südlappisches Wörterbuch (1981–1985).

## Spätes 20. Jahrhundert
Mit dem Pitesami Israel Ruong (1903–1986) wurde eine neue Tendenz in die Samische Forschung eingeführt. Der ethnische Sami Ruong war gleichzeitig Forscher und Politiker. Neben der Beschäftigung mit samischer Politik vertrat er im Hinblick auf praktische Spracharbeit gemeinsam mit Knut Bergsland die s.g. Bergsland-Ruong-Orthographie, eine gemeinsame Norm für das Nordsamische in Norwegen und Schweden. Darüber hinaus trieb er seine wissenschaftliche Karriere aktiv voran. Ruong verteidigte 1943 seine Dissertation über Lappische Verbalableitung dargestellt auf Grundlage des Pitelappischen. Zwischen 1949 und 1969 war Ruong Dozent für Samische Sprachen und Ethnologie in Uppsala und bekam 1969 eine außerplanmäßige Professur. In der neuen Orthographie gab er die Grammatik Min sámegiella 'Unsere samische Sprache' (1970) heraus. Israel Ruong war einer der Hauptinitiatoren für die Gründung des Nordischen samischen Instituts und setzte sich auch für die Einrichtung eines eigenen Instituts für Samisch an der Universität Umeå ein.
Nils Erik Hansegård (1918–2002) wurde der erste Professor für Samisch in Umeå und war dort von 1975 bis 1979 tätig. Sein Buch Tvåspråkighet eller halvspråkighet 'Zweisprachigkeit oder Halbsprachigkeit' (1968) leitete einen mehrjährigen Diskurs über Sprachpolitik ein. Hansegård promovierte 1967 mit der Dissertation Recent Finnish Loanwords in Jukkasjärvi Lappish.
Nach Hansegård wurde Olavi Korhonen Professor für Samisch in Umeå. Er hatte 1982 eine Doktorarbeit über Terminologie verteidigt: Samisk-finska båttermer och ortnamnselement och deras slaviska bakgrund 'Samisch-finnische Bootsterminologie und ihr slawischer Ursprung'. Ein anderes Arbeitsgebiet von Korhonen war samische Lexikographie.
Ein weiterer schwedischer Linguist war Tryggve Sköld (1922–2012), der wie Collinder ursprünglich Nordist war. Seine bekannteste Arbeit behandelt Die Kriterien der urnordischen Lehnwörter im Lappischen (1961).
Wie auch in den anderen nordischen Ländern brachten die letzten Jahrzehnte des 20. Jahrhunderts mehrere samische Linguisten hervor, die ihre eigenen Muttersprachen erforscht haben. Nach Ruong sind das in Schweden Elina Helander, Mikael Svonni und Susanna Angéus Kuoljok. Helander promovierte in Sprachsoziologie mit der Arbeit Om trespråkighet. En undersökning av språkvalet hos samerna i Övre Soppero 'Über Dreisprachigkeit. Eine Untersuchung der Sprachwahl von Sami in Övre Soppero' (1988). Svonnis Doktorarbeit war über Sprachsoziologie und Soziolinguistik: Samiska skolbarns samiska. En undersökning av minoritetsspråksbehärskning i en språkbyteskontext 'Das Samisch samischer Schulkinder. Eine Untersuchung von Minderheitensprachkompetenz im Kontext von Sprachwandel' (1993). Kuoljoks Dissertation ist strukturgrammatisch: Nominalavledningar på "ahka" i lulesamiskan 'Nominalableitungen auf ahka im Lulesamischen' (1997).

## 21. Jahrhundert
Bo Wickmans Nachfolger auf dem Lehrstuhl in Uppsala war seit 1982 Lars-Gunnar Larsson, der diese Position bis 2014 innehatte. Larssons Doktorarbeit untersucht die Kasus Partitiv und Ablativ im Ostseefinnischen und Mordwinischen. Später hat Larsson vor allem zum Samischen geforscht und sowohl fachgeschichtliche als auch dialektologische Arbeiten veröffentlicht.
Nachfolger Larssons in Uppsala ist seit 2014 der Finnougrist Rogier Blokland, der zum Süd- und Kolasamischen forscht aber darüber hinaus auch auf ostseefinnische und permische Sprachen spezialisiert ist. Ein weiterer samischer Linguist am Institut für Finnougristik in Uppsala ist der Dozent Torbjörn Söder. Er promovierte 2001 mit der Arbeit "Walk this way" verbs of motion in three Finno-Ugric languages.
2003 wurde Mikael Svonni als Nachfolger von Olavi Korhonen Professor für Samisch in Umeå. Nach seinem Wechsel an die Universität Tromsø 2008 war der Lehrstuhl lange unbesetzt und wurde später mit Mikael Vinka besetzt. Er promovierte 2002 mit einer Arbeit zu Causativization in North Sámi.
Verglichen mit den Nachbarländern nimmt die samische Linguistik in Schweden heute eine Zwischenstellung ein. Die allgemein-vergleichende Finnougristik ist etwas stärker als in Norwegen, wo innerhalb der Finnougristik das Interesse am Samischen dominiert. Genau wie in Norwegen – aber im Gegensatz zu Finnland – schaffen es die Forscher heute mindestens zu einem gewissen Grad, sich von der rein historischen Perspektive zu lösen.